# Thomas Wischmeyer
Thomas Wischmeyer (* 1983) ist ein deutscher Jurist.

## Leben
Nach dem ersten juristischen Staatsexamen 2008, zweiten juristischen Staatsexamen 2010 war Wischmeyer zunächst wissenschaftlicher Mitarbeiter am Bundesverfassungsgericht. 2014 promovierte er an der Albert-Ludwigs-Universität Freiburg zum Dr. jur. und war dort Akademischer Rat a. Z. am Institut für Staatswissenschaft und Rechtsphilosophie. Von 2017 bis 2020 war er Juniorprofessor (Tenure Track) für Öffentliches Recht und Recht der Digitalisierung an der Universität Bielefeld. 2018 wurde er in die Datenethikkommission berufen. Im August 2020 wurde er zum Universitätsprofessor an der Universität Bielefeld ernannt. Wischmeyer ist Mitglied im Vorstand des Instituts des Rechts intelligenter Techniksysteme (RiT), in der Research Group zu „Algorithmic State, Society and Market – Constitutional Dimensions“ der International Association of Constitutional Law (IACL) und im Advisory Board des deutschen Chapters der International Society of Public Law.

## Forschungsschwerpunkte
Wischmeyer forscht auf dem Gebiet des deutschen und europäischen Verfassungs- und Verwaltungsrechts, des Datenschutzrechts, der Cybersecurity, der nationalen Sicherheit und des Internetrechts. Sein besonderes Interesse gilt dem Recht der Informationsgesellschaft und der Rechts- und Verfassungstheorie.

## Schriften (Auswahl)
- Zwecke im Recht des Verfassungsstaates. Geschichte und Theorie einer juristischen Denkfigur. Tübingen 2015, ISBN 3-16-153614-2.
- Die Kosten der Freiheit. Grundrechtsschutz und Haushaltsautonomie. Tübingen 2015, ISBN 3-16-153922-2.
- Überwachung ohne Grenzen. Zu den rechtlichen Grundlagen nachrichtendienstlicher Tätigkeiten in den USA. Baden-Baden 2017, ISBN 3-8487-4025-7.
- mit Nikolaus Marsch und Laura Münkler (Hg.): Apokryphe Schriften. Rezeption und Vergessen in der Wissenschaft vom Öffentlichen Recht. Tübingen 2018, ISBN 3-16-156349-2.
- Thomas Wischmeyer, Timo Rademacher (Hrsg.): Regulating Artificial Intelligence. Springer, Cham 2020, ISBN 978-3-03032361-5.
- Thomas Wischmeyer: Regulierung intelligenter Systeme. In: Archiv des öffentlichen Rechts. Band 143, Nr. 1, 2018, S. 1–66.
- Informationssicherheit. Mohr Siebeck, Tübingen 2023, ISBN 978-3-16-162059-1.